# Forces de défense nationale
Pour les articles homonymes, voir Forces de défense nationale (homonymie).
Les Forces de défense nationale (en arabe : قوة الدفاع الوطني, Quwat ad-Difa'a al-Watani) sont un groupe paramilitaire syrien organisé par le gouvernement syrien et l'Iran pendant la guerre civile syrienne. Elles sont fondées en 2012 par la fusion de plusieurs milices sous le nom initial de Jaych al-Chaabi (en arabe : الجيش الشعبي, « L'Armée du peuple »). L'objectif était de former, à l'échelon local, une force efficace et très motivée à partir de milices pro-gouvernementales.
La milice est accusée de crimes de guerre, dont les massacres d'al-Bayda et de Baniyas, et le massacre d'Al-Koubeir.
À la suite de l'offensive rebelle de 2024, le régime de Bachar Al-Assad est renversé et l'armée arabe syrienne dissoute, de même que les milices placées sous son autorité incluant les Forces de défense nationale.

## Formation
Les Forces de défense nationale (FDN), initialement appelées « l'Armée du peuple », sont une fusion de plusieurs groupes paramilitaires syriens et des chabiha. Elles sont formées et organisées par la Force Al-Qods, commandée par les généraux Qasem Soleimani et Hossein Hamadani, et par le Hezbollah, sous le modèle des Basij. Plusieurs miliciens reçoivent une formation militaire en Iran. Chaque brigade des FDN est supervisée par un officier du Corps des Gardiens de la révolution islamique, dont le rôle, semblable à celui d'un commissaire politique, est de s'assurer de la bonne application de la discipline idéologique.
Comparée à l'armée arabe syrienne, qui compte un grand nombre de sunnites, les forces FDN comptent une proportion plus importante d'Alaouites. Elles intègrent également des combattants issus d'autres minorités, notamment des chrétiens.
L'effectif comprend jusqu'à 500 femmes dans l'unité des « lionnes de la défense nationale », dévolue notamment au contrôle des check-points, ce qui permettrait de donner une image libérale à la milice.

## Rôle
Ces forces agissent dans le domaine de l'infanterie, combattant directement contre les rebelles sur le terrain et menant des opérations de contre-insurrection en coordination avec l'armée régulière, qui leur fournit un appui logistique et de l'artillerie. Beaucoup de combattants des Forces de défense nationale sont issus des groupes minoritaires syriens tels que les Alaouites, des chrétiens et druzes. Selon le Washington Post et plusieurs analystes, la création du groupe a été un succès et a permis d'améliorer la situation militaire pour le gouvernement en Syrie. Les FDN viennent ainsi en complément d'action des forces de l'armée régulière qui peut ainsi se désengager des opérations de contre-insurrection et se focaliser sur les opérations purement militaires contre les groupes rebelles.
Les Forces de défense nationale reçoivent leur salaire et leur matériel militaire du gouvernement. Leurs membres sont autorisés à piller sur les théâtres d'opérations et à revendre leur butin pour améliorer l'ordinaire.
La milice gère des camps d'entraînement militaire pour des jeunes garçons de moins de 18 ans.

## Effectifs et commandement
La force était de 60 000 paramilitaires à la mi-2013 et devrait atteindre 100 000 unités dans les années à venir d'après les politologues. Au 19 mars 2014, les FDN rassemblent 100 000 hommes selon la Brookings Institution. Elles sont commandées par le général de brigade Hawach Mohammad. Simon al-Wakil commande les Forces de défense de Mhardeh ; Nabel al-Abdullah dirige le groupe de Sqelbieh, village proche de Mhardeh.

## Idéologie
Le Forces de défense nationale défendent l'idéologie baasiste du régime syrien de Bachar el-Assad. Plusieurs groupes formés et entraînés en Iran sont également influencés par l'islamisme chiite des Gardiens de la révolution islamique. En septembre 2013, un officier de l'armée iranienne interrogé par The Wall Street Journal déclare : « on disait aux stagiaires que la guerre en Syrie était comparable à une guerre épique pour l'islam chiite, et que, s'ils mourraient, ils seraient élevés au plus haut rang des martyrs ». Bon nombre de combattants se signalent également par une forte haine anti-sunnite : Samer, un combattant chrétien de Homs formé en Iran, déclare en 2013 à l'agence Reuters : « Les Iraniens nous répétaient que cette guerre n'était pas contre les sunnites mais dans l'intérêt de la Syrie. Or les alaouites qui participaient à la formation ne cessaient de dire qu'ils voulaient tuer les sunnites et violer leurs femmes en représailles ».

## Exactions
Des brigades des Forces de défense nationale ont été impliquées dans des massacres contre des sunnites, la plus importante tuerie étant le massacre d'al-Bayda et de Baniyas, qui fait 248 à 450 morts, dont des femmes et des enfants, les 2 et 3 mai 2013,,,. Simon al-Wakil est accusé d'être impliqué, avec sa milice, dans ce crime de guerre,.
Les deux commandants des Forces de Défense nationale de Mhardeh et Sqelbieh, Nabel al-Abdullah et Simon al-Wakil, sont « accusés d’avoir commis ou participé à sept crimes de guerre, ce qu’ils contestent, tuant plusieurs centaines de civils dans la région de Hama, en 2012, 2014 et 2017 », dont le massacre d’al-Koubeir, à quelques kilomètres de Mhardeh, « où 78 villageois, dont des enfants, ont été assassinés en quelques heures » selon l’ONG Pro-Justice,,,.